# Feldbahn Ruszki–Młodzieszyn–Kamion–Wyszogród
| Am 20. April 1916 in Betrieb genommene Feldbahn auf der Brücke über die Weichsel nach Wyszogród |                     |                                                     |                                                     |
| Streckenlänge: | 18 km               |                                                     |                                                     |
| Spurweite: | 600 mm (Schmalspur) |                                                     |                                                     |
| |                     |                                                     |                                                     |
| \| \| \| Wyszogród \| \| \| \| Weichsel \| \| \| \| Kamion (Powiat Sochaczewski, Woiwodschaft Masowien) \| \| \| \| Młodzieszyn[1] \| \| \| \| Ruszki (Powiat Sochaczewski, Woiwodschaft Masowien) \| |                     |                                                     |                                                     |
| Kopfbahnhof Streckenanfang (Strecke außer Betrieb) |                     | Wyszogród                                           | Wyszogród                                           |
| Brücke über Wasserlauf (Strecke außer Betrieb) |                     | Weichsel                                            | Weichsel                                            |
| Bahnhof (Strecke außer Betrieb) |                     | Kamion (Powiat Sochaczewski, Woiwodschaft Masowien) | Kamion (Powiat Sochaczewski, Woiwodschaft Masowien) |
| Bahnhof (Strecke außer Betrieb) |                     | Młodzieszyn                                         | Młodzieszyn                                         |
| Kopfbahnhof Streckenende (Strecke außer Betrieb) |                     | Ruszki (Powiat Sochaczewski, Woiwodschaft Masowien) | Ruszki (Powiat Sochaczewski, Woiwodschaft Masowien) |

Die Feldbahn Ruszki–Młodzieszyn–Kamion–Wyszogród war eine von den deutschen Streitkräften während des Ersten Weltkriegs verlegte und betriebene, etwa 18 km lange, militärische Feldbahn im heutigen Powiat Sochaczewski in der Woiwodschaft Masowien in Polen.

## Geschichte

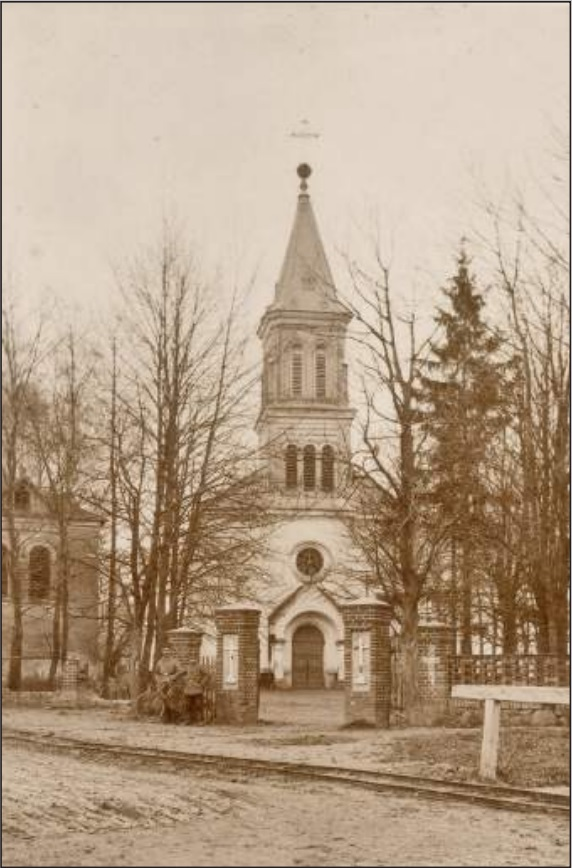
Feldbahn bei der Pfarrkirche von Młodzieszyn, 1915–1918

Die Schienen der militärischen Feldbahn wurden in der Nachkriegszeit wohl für die 750-mm-Waldbahn von Sochaczew in die Kampinos-Wälder verwendet, nachdem der Leiter des Staatlichen Bauamtes, Ing. Michalski auf einer Sitzung des Kreistages von Sochaczew am 15. April 1919 vorgeschlagen hatte, die Schienen des Streckenabschnitts Kamion–Ruszki für deren Bau wiederzuverwenden.